# Chrysobothris convexa
Chrysobothris convexa es una especie de escarabajo del género Chrysobothris, familia Buprestidae. Fue descrita científicamente por Fall en 1907.